# 宮城県道248号沼倉鳴子線
宮城県道248号沼倉鳴子線（みやぎけんどう260ごう ぬまくらなるこせん）は、宮城県栗原市から同県大崎市に至る一般県道である。

## 概要
2025年4月現在、栗原市内と大崎市内の二カ所に不通区間がある。

### 路線データ
- 起点：栗原市栗駒沼倉
- 終点：大崎市鳴子温泉鬼首
- 実延長：10,304.5 m[1]

## 路線状況
全線舗装されている。栗原市内には、単独供用区間が無い。

### 重複区間
- 国道398号：栗原市花山字本沢温湯 - 大崎市鳴子温泉

### 不通区間
- 栗原市栗駒沼倉字耕英東（起点） - 同市花山字本沢温湯（国道398号交点）
- 大崎市鳴子温泉（国道398号交点） - 同市鳴子温泉鬼首字下岩入

## 地理

### 通過する自治体
- 栗原市
- 大崎市

### 交差する道路
- 宮城県道42号築館栗駒公園線（栗原市栗駒沼倉字耕英東・起点）
- 国道398号（栗原市花山字本沢温湯）
- 国道398号（大崎市鳴子温泉）
- 宮城県道249号岩入一迫線（大崎市鳴子温泉鬼首字岩入）
- 国道108号（大崎市鳴子温泉鬼首字岡台）